# Gonomyia biserpentigera
Gonomyia biserpentigera är en tvåvingeart som beskrevs av Alexander 1948. Gonomyia biserpentigera ingår i släktet Gonomyia och familjen småharkrankar. Inga underarter finns listade i Catalogue of Life.